# Monte Romano
Monte Romano (Montromano in dialetto monteromanese) è un comune italiano di 1 854 abitanti della provincia di Viterbo nel Lazio.

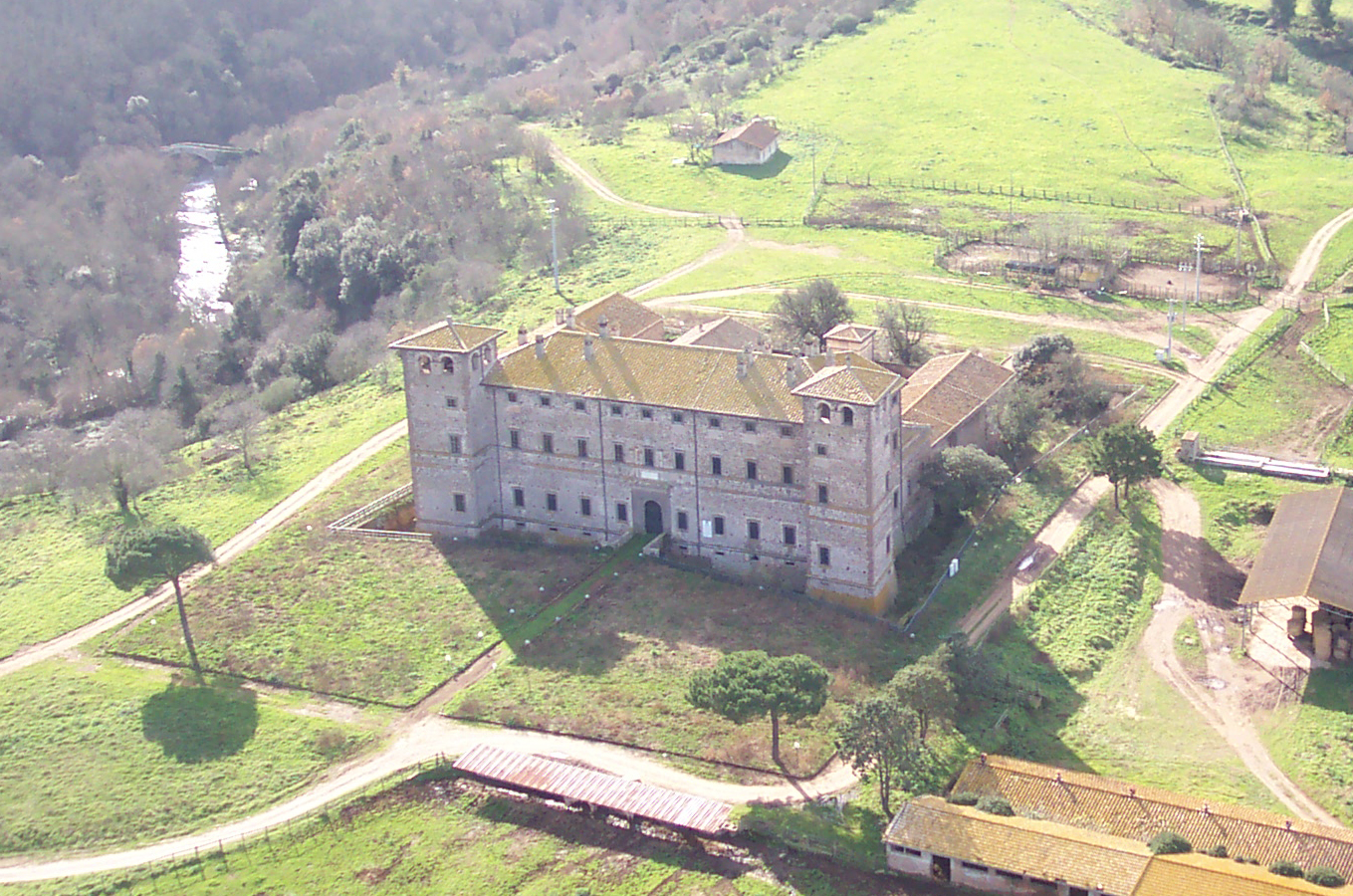
Il castello di Rocca Respampani

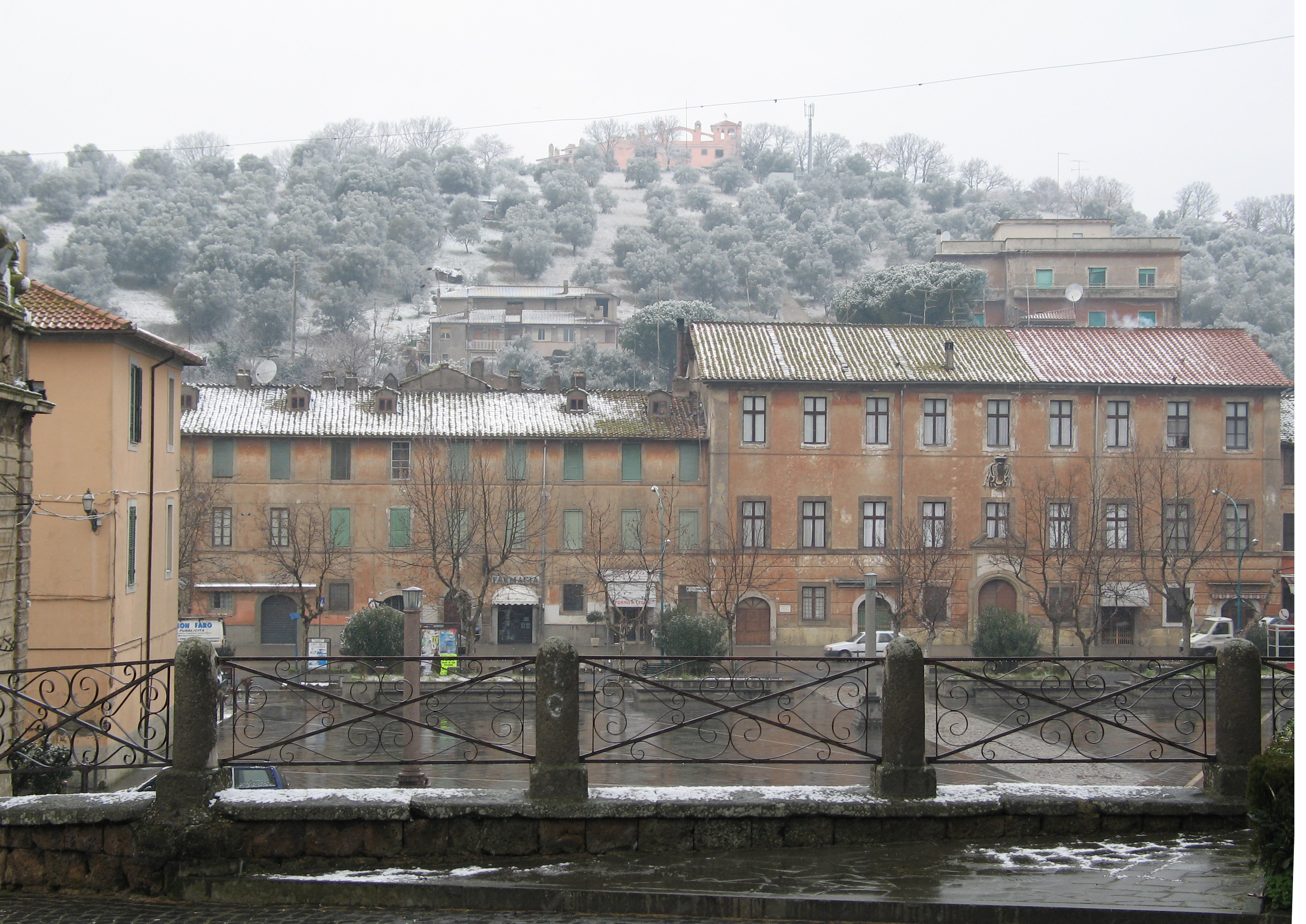
Il Granarone

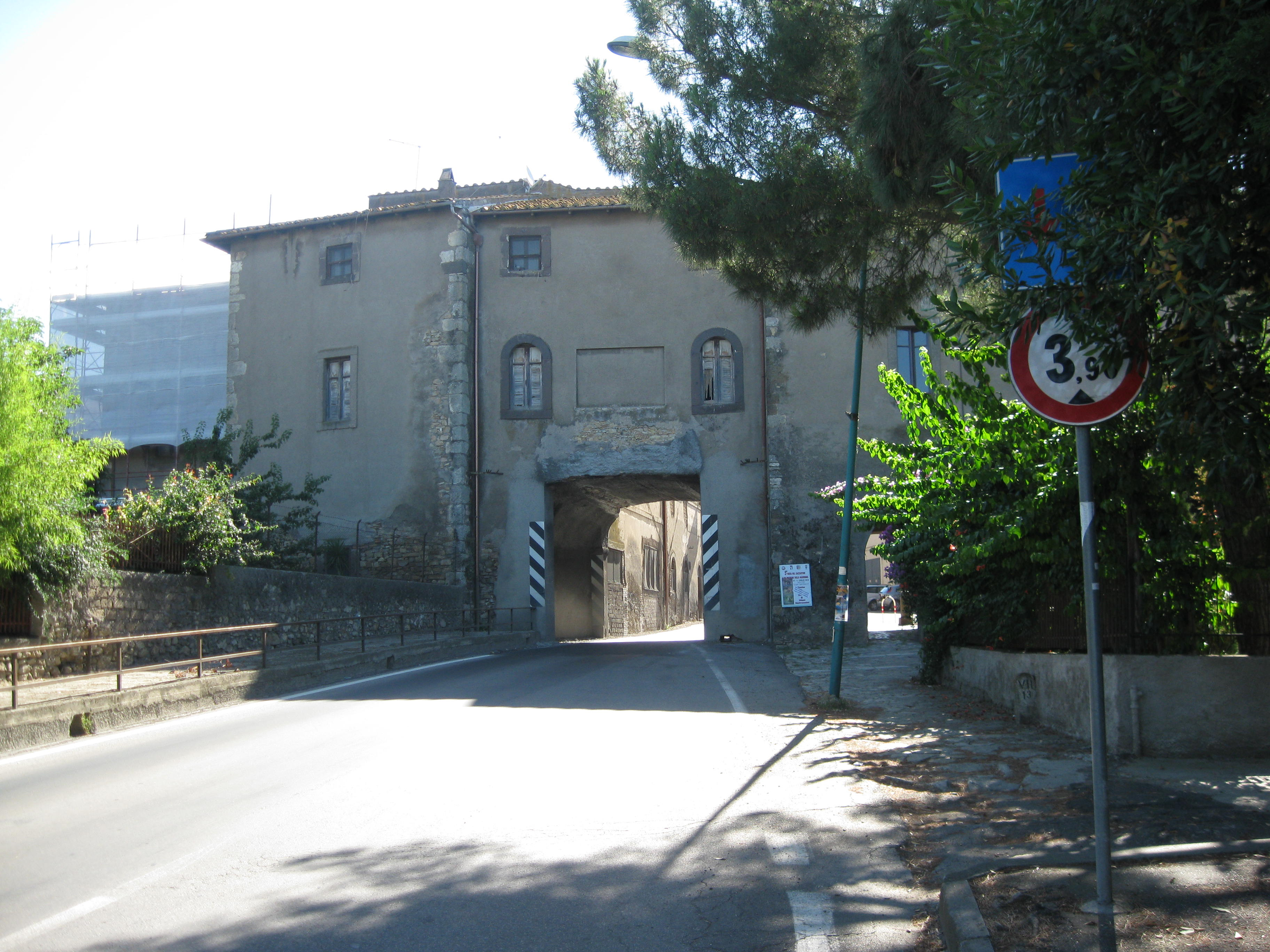
Porta del paese

## Geografia fisica

### Clima
Classificazione climatica: zona D, 1829 GR/G

## Storia
Nel punto più alto del territorio sorse il primo nucleo abitato (Arx Montis Romani), un castello del XIII secolo. 
Le fonti documentarie lo menzionano per la prima volta nel 1344 e poi nel 1371.
Sembra che fu posseduto dalla famiglia dei Prefetti di Vico, per essere poi distrutto tra il 1431 ed il 1435, nella guerra contro Papa Eugenio IV.

### Simboli
La descrizione araldica dello stemma di Monte Romano è la seguente:

La descrizione del gonfalone di Monte Romano è la seguente:
(Descrizione araldica del gonfalone)
Lo stemma e il gonfalone sono stati concessi ufficialmente con decreto del presidente della Repubblica del 18 febbraio 1974.

## Monumenti e luoghi d'interesse

### Architetture religiose
- Chiesa di Santo Spirito

### Architetture civili
- Torre civica (o torre dell'orologio)

### Architetture militari
- Castello seicentesco di Rocca Respampani

### Altro
- Fontana del Mascherone

## Società

### Evoluzione demografica
Abitanti censiti

### Tradizioni e folclore
- 17 gennaio - Festa di Sant'Antonio Abate - Giostra del saracino
- Giovedì Santo - rappresentazione in costume della Passione di Cristo
- Venerdì Santo - Solenne processione del Cristo Morto
- 14-15 maggio - Festeggiamenti in onore della Patrona S.Corona e di S.Isidoro
- Terza domenica di settembre - Festa a Maria SS. Addolorata

### Istituzioni, enti e associazioni
Il Poligono militare
Dislocato nella campagna, in una ampia e moderna struttura nelle immediate vicinanze dell'abitato, l'80° Reggimento "Roma", una unità dell'Esercito Italiano, che gestisce la più vasta area addestrativa dell'Italia centrale. Il comprensorio della base logistica abbraccia un'area di circa 6 ettari, che sommati all'annesso poligono di tiro, portano l'estensione totale a 43 km quadrati, amministrativamente compresi nei territori comunali di Monte Romano, Vetralla e Viterbo.

## Cultura

### Eventi
- 1º maggio - Festa della Merca

## Economia
Di seguito la tabella storica elaborata dall'Istat a tema Unità locali, intesa come numero di imprese attive, ed addetti, intesi come numero addetti delle unità locali delle imprese attive (valori medi annui).
|              | 2015                  |                              |                            |                |                       |                     | 2014                  |                | 2013                  |                |
| ------------ | --------------------- | ---------------------------- | -------------------------- | -------------- | --------------------- | ------------------- | --------------------- | -------------- | --------------------- | -------------- |
|              | Numero imprese attive | % Provinciale Imprese attive | % Regionale Imprese attive | Numero addetti | % Provinciale Addetti | % Regionale Addetti | Numero imprese attive | Numero addetti | Numero imprese attive | Numero addetti |
| Monte Romano | 76                    | 0,33%                        | 0,02%                      | 120            | 0,2%                  | 0,01%               | 80                    | 130            | 74                    | 127            |
| Viterbo      | 23.371                |                              | 5,13%                      | 59.399         |                       | 3,86%               | 23.658                | 59.741         | 24.131                | 61.493         |
| Lazio        | 455.591               |                              |                            | 1.539.359      |                       |                     | 457.686               | 1.510.459      | 464.094               | 1.525.471      |

Nel 2015 le 76 imprese operanti nel territorio comunale, che rappresentavano lo 0,33% del totale provinciale (23.371 imprese attive), hanno occupato 120 addetti, lo 0,2% del dato provinciale (59.399 addetti); in media, ogni impresa nel 2015 ha occupato una persona (1,58).

## Infrastrutture e trasporti

### Strade
Monte Romano è collegata a Vetralla e Tarquinia tramite la strada statale 1 bis Via Aurelia.
È in progetto il completamento della SS675 Umbro-Laziale nel tratto Monte Romano Est-A12 Roma-Tarquinia. Passerà parallelamente alla Strada Statale 1 bis Via Aurelia, ma fuori dal paese, in modo da evitare l'intenso traffico di mezzi pesanti all'interno di Monte Romano e per permettere collegamenti più rapidi e sicuri.
La strada provinciale 42 Barbaranese collega Monte Romano a Barbarano Romano.
La strada provinciale 97 Valle del Mignone la collega a Sant'Agostino, frazione di Tarquinia.

### Ferrovie
Dal 1928 al 1961 era in funzione anche la ferrovia Civitavecchia-Orte delle FS e Monte Romano aveva la sua stazione ferroviaria tuttora esistente ma non più in uso.

## Amministrazione
Nel 1927, a seguito del riordino delle circoscrizioni provinciali stabilito dal regio decreto n. 1 del 2 gennaio 1927, per volontà del governo fascista, quando venne istituita la provincia di Viterbo, Monte Romano passò dalla provincia di Roma a quella di Viterbo.
| Periodo | Periodo   | Primo cittadino | Partito                         | Carica  | Note |
| ------- | --------- | --------------- | ------------------------------- | ------- | ---- |
| 2009    | in carica | Maurizio Testa  | Lista civica (Per Monte Romano) | Sindaco |      |